# François Péron

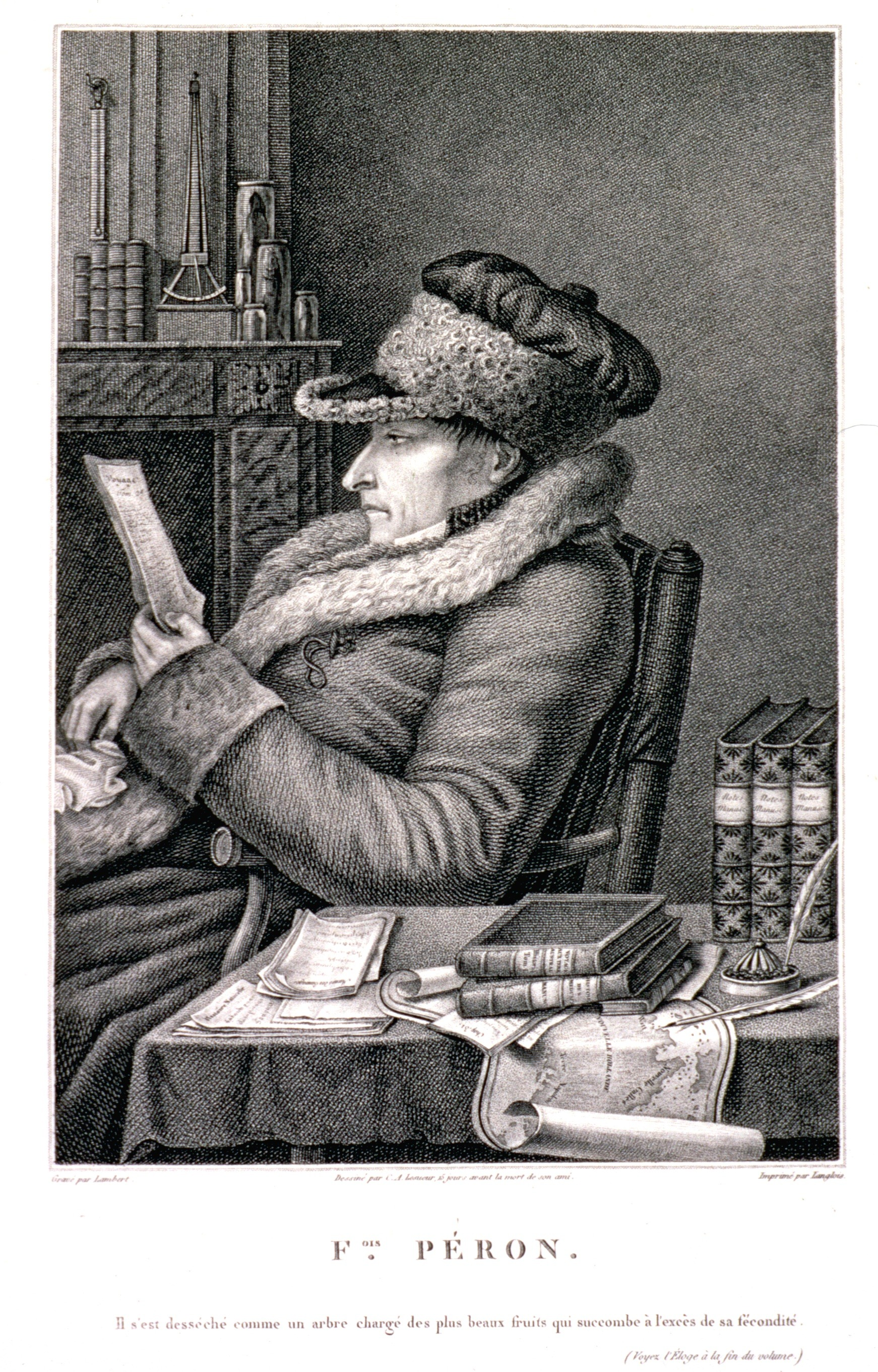
François Péron.

François Auguste Péron (Cérilly, 22 de agosto de 1775 - ibid. 14 de diciembre de 1810) fue un naturalista y explorador francés. Se alistó en los ejércitos de la República en 1792, y fue herido en Kaiserslautern. Siendo prisionero en Magdeburgo, empezó a estudiar historia natural.
En 1801 Péron viajó a Australia como naturalista en la expedición de Nicolas Baudin. Con el artista Charles Alexandre Lesueur tomó los deberes de naturalista tras la muerte de zoólogo Maugé de Cely. Juntos recogieron más de 100.000 especímenes zoológicos.
Péron y Lesueur retornaron a París en 1804 y comenzaron a publicar sus descubrimientos en Voyage de découvertes aux Terres Australes, cuyo primer volumen fue publicado en 1807. Péron también trabajó en el periódico Mémoire sur les éstablissements anglais à la Nouvelle Hollande. Murió de tuberculosis antes de poder publicar el segundo volumen de Voyage....

## Obra
- 1800. Observations sur l’anthropologie, ou l’Histoire naturelle de l’homme, la nécessité de s’occuper de l’avancement de cette science, et l’importance de l’admission sur la Flotte du capitaine Baudin d’un ou de plusieurs Naturalistes, spécialement chargés des Recherches à faire sur cet objet, Stoupe, París, año VIII
- 1803. -------; Lesueur, C.-A. «Observations sur le tablier des femmes Hottentotes, avec une note sur l’expédition française aux Terres Australes, et une étude critique sur la stéatopygie et le tablier des femmes Boschimanes, par le Dr Raphaël Blanchard», Bulletin de la Société zoologique de France, vol. 8, 1883, pp. 15–33
- 1804. «Observations sur la dyssenterie des pays chauds et sur l’usage du bétel», Journal de physique, de chimie, d’histoire naturelle et des arts, vol. 59, pp. 290–9
- 1804. «Mémoire sur le nouveau genre Pyrosoma», Annales du Muséum national d’Histoire naturelle, tomo 4, año XII, pp. 437–46, plancha 72
- 1804. «Mémoire sur quelques faits zoologiques applicables à la théorie du globe, lu à la Classe des Sciences physiques et mathématiques de l’Institut national (Séance du 30 vendémiaire an XIII)», Journal de physique, de chimie, d’histoire naturelle et des arts, vol. 59, pp. 463–80, planchas i, ii
- 1805. «Notice d’un mémoire sur les animaux observés pendant la traversée de Timor au Cap Sud de la Terre de Van Diemen», Bulletin des sciences de la Société philomatique, no. xi, 8º año, tomo iii, N.º 95, pluviôse an 13 [diciembre 1804–enero 1805], pp. 269–70
- 1805. «Expédition de Découvertes aux Terres Australes. Observations sur le Tablier des femmes Hottentotes», inédito, ilustrado con láminas a color en su apéndice, en exhibición digital íntegra por la Wellcome Collection, Londres.[2]
- 1805. «Réponse de M. Péron, naturaliste de l’expédition de découvertes aux Terres Australes aux observations critiques de M. Dumont sur le tablier des femmes Hottentotes», Journal de physique, de chimie et d’histoire naturelle, tomo lxi, pp. 210–17
- 1808. «Discours préliminaire d’un travail sur les Méduses», Procès-verbaux des séances de l’Académie, Classe des Sciences physiques et mathématiques, tomo iv, séances du 21 de noviembre de 1808, 28 de noviembre de 1808 y 19 de diciembre de 1808, pp. 136, 140, 147
- 1808. «Notice sur quelques applications utiles des observations météorologiques à l’hygiène navale», Journal de physique, de chimie, d’histoire naturelle et des arts, vol. 67, pp. 29–43
- 1808-1809. -------; Freycinet, L. Entdeckungsreise nach Australien unternommen auf Befehl Sr. Majestät des Kaisers von Frankreich und Königs von Italien mit den Korvetten der Geograph und der Naturalist, und der goelette Kasuarina in den Jahren 1800 bis 1804 (traducc. T. F. Ehrmann), Verlage des Landes-Industrie-Comptoirs, Weimar, 2 vols.
- 1809. A Voyage of Discovery to the Southern Hemisphere Performed by Order of the Emperor Napoleon, During the Years 1801, 1802, 1803, and 1804, B. McMillan, Bow Street, Covent Garden, Londres
- 1809. «Des caractères génériques et spécifiques de toutes les espèces de Méduses connues jusqu’à ce jour», Annales du Muséum national d’histoire naturelle, tomo 14, pp. 325–66
- 1809 [1810]. «Tableau des caractères génériques et spécifiques de toutes les espèces de Méduses connues jusqu’à ce jour», Annales du Muséum national d’histoire naturelle, tomo 14, pp. 325–66
- 1809. «Histoire générale et particulière de tous les animaux qui composent la famillle des Méduses», Annales du Muséum national d’histoire naturelle, tomo 14, pp. 218–28
- 1810. «Histoire de la famille des Molluques Ptéropodes», Annales du Muséum national d’histoire naturelle, tomo 15, pp. 57–69, 2 planchas
- 1810. «Histoire du genre Firole: Firola», Annales du Muséum national d’histoire naturelle, tomo 15, pp. 76–82
- 1810. «La conservation des diverses espèces d’animation dans l’alcool», Journal de physique de chimie, d’histoire naturelle et des arts, vol. 71, pp. 265–88
- 1810. «Notice sur l’habitation des animaux marins», Annales du Muséum national d’histoire naturelle, tomo 15, pp. 287–92
- 1810. «Notice sur l’habitation des phoques», Annales du Muséum national d’histoire naturelle, tomo 15, pp. 293–00
- 1810. «Sur les Méduses du genre Equorée», Annales du Muséum national d’Histoire naturelle, tomo 15, pp. 41–56
- 1817. Voyage de découvertes aux Terres Australes, exécuté par ordre de sa Majesté, l’Empereur et Roi, sur les corvettes le Géographe, le Naturaliste et la goëlette le Casuarina, pendant les années 1800, 1801, 1802, 1803 et 1804, L’Imprimerie Impériale, 3 vols. con atlas, París, 1807–17; vol. i, Historique, 1807; vol. ii, Historique [completó L. de Freycinet], 1816; vol. iii, Navigation et géographie [por L. de Freycinet], 1815; Atlas historique [C. A. Leseur & N. Petit]
- 1824. -------; de Freycinet, L. Voyage de découvertes aux Terres Australes, fait par ordre du gouvernement, sur les corvettes le Géographe, le Naturaliste et la goëlette le Casuarina, pendant les années 1800, 1801, 1802, 1803, 1804, 4 vols. codatlas, París
- 1830. «Sur la température de la mer soit à sa surface, soit à diverses profondeurs», Annales du Muséum national d’histoire naturelle, tomo 5, año XIII (1804), pp. 123–48 [traducc. al inglés: «Fragment from Peron, with notices from other voyagers, on the Temperature of the Sea, at great depths, far from Land», American Journal of Science, vol. xvii, pp. 295–9]

## Honores
El «Parque Nacional de Shark Bay Francois Péron» en la costa oeste de Australia, lleva su nombre.

## Literatura
- Edward Duyker François Péron: An Impetuous Life: Naturalist and Voyager, Miegunyah/MUP, Melb., 2006, pp. 349, ISBN 978 0522 85260 8
- Émile Guillaumin. 1982. François Péron, enfant du peuple. Voyage de découvertes aux Terres australes. Les Marmousets. Collection régionale. Imprimerie Dole. Moulins (Allier) — El autor traza la vida de Péron, se hizo cargo de la columna que fue escrito después de su viaje de regreso. Más de cualidades naturalistas del científico bourbonnais, Emile Guillaumin es sensible a su observación de las tribus indias encontradas, su calidad humana y su respeto por el humano en el original, sin renunciar al mito del buen salvaje contrario a sus observaciones.
- Georges Rigondet. 2002. François Péron, 1775-1810, et l'expédition du Commandant Nicolas Baudin - Les Français à la découverte de l'Australie. Éditions des Cahiers bourbonnais, Charroux. ISBN 2-85370-175-1

## Abreviatura (zoología)
La abreviatura Péron  se emplea para indicar a François Péron como autoridad en la descripción y taxonomía en zoología.